# Dennis Musembi Ndiso

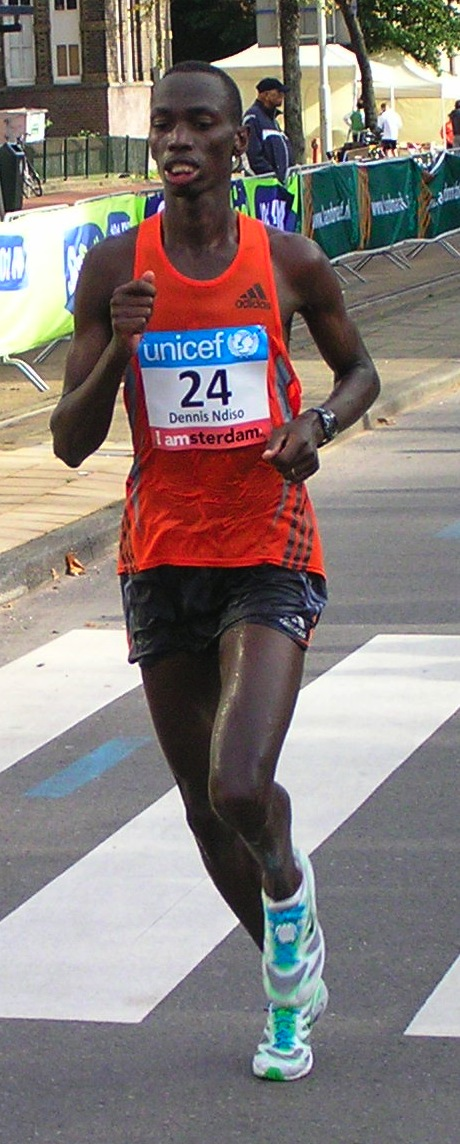
Dennis Musembi Ndiso beim Amsterdam-Marathon 2008

Dennis Musembi Ndiso (* 1983) ist ein kenianischer Langstreckenläufer.
2005 siegte er beim Paris-Halbmarathon. 2008 gewann er die 20 van Alphen und wurde Dritter beim City – Pier – City Loop. Bei seinem Debüt über die 42,195-km-Distanz kam er beim Amsterdam-Marathon in 2:15:49 h auf den 16. Platz. Im Jahr darauf wurde er Siebter beim Prag-Halbmarathon und Vierter beim Istanbul-Marathon.
2010 siegte er beim Mumbai-Marathon.

## Persönliche Bestzeiten
- 5000 m: 13:25,52 min, 21. Juli 2004, Reims
- 10.000 m: 27:46,16 min, 27. Juni 2005, Prag
- Halbmarathon: 1:00:33 h, 15. März 2008, Den Haag
- Marathon: 2:12:34 h, 17. Januar 2010, Mumbai